# Louis Saudinos
Pour les articles homonymes, voir Saudinos.
 (février 2023).
La mise en forme du texte ne suit pas les recommandations de Wikipédia : il faut le « wikifier ».
Les points d'amélioration suivants sont les cas les plus fréquents. Le détail des points à revoir est peut-être précisé sur la page de discussion.
- Les titres sont pré-formatés par le logiciel. Ils ne sont ni en capitales, ni en gras.
- Le texte ne doit pas être écrit en capitales (les noms de famille non plus), ni en gras, ni en italique, ni en « petit »…
- Le gras n'est utilisé que pour surligner le titre de l'article dans l'introduction, une seule fois.
- L'italique est rarement utilisé : mots en langue étrangère, titres d'œuvres, noms de bateaux, etc.
- Les citations ne sont pas en italique mais en corps de texte normal. Elles sont entourées par des guillemets français : « et ».
- Les listes à puces sont à éviter, des paragraphes rédigés étant largement préférés. Les tableaux sont à réserver à la présentation de données structurées (résultats, etc.).
- Les appels de note de bas de page (petits chiffres en exposant, introduits par l'outil «  Source ») sont à placer entre la fin de phrase et le point final[comme ça].
- Les liens internes (vers d'autres articles de Wikipédia) sont à choisir avec parcimonie. Créez des liens vers des articles approfondissant le sujet. Les termes génériques sans rapport avec le sujet sont à éviter, ainsi que les répétitions de liens vers un même terme.
- Les liens externes sont à placer uniquement dans une section « Liens externes », à la fin de l'article. Ces liens sont à choisir avec parcimonie suivant les règles définies. Si un lien sert de source à l'article, son insertion dans le texte est à faire par les notes de bas de page.
- La présentation des références doit suivre les conventions bibliographiques. Il est recommandé d'utiliser les modèles {{Ouvrage}}, {{Chapitre}}, {{Article}}, {{Lien web}} et/ou {{Bibliographie}}. Le mode d'édition visuel peut mettre en forme automatiquement les références.
- Insérer une infobox (cadre d'informations à droite) n'est pas obligatoire pour parachever la mise en page.

Pour une aide détaillée, merci de consulter Aide:Wikification.
Si vous pensez que ces points ont été résolus, vous pouvez retirer ce bandeau et améliorer la mise en forme d'un autre article.
Louis Saudinos, né le 17 février 1873 à Mayrègne et mort le 15 mai 1962 à Gaillac, est un franc-maçon qui œuvrait pour la transmission de la langue et de la culture artisanale et rurale - notamment matérielle - du Pays de Luchon et plus particulièrement de Mayrègne. Il s'est également attaché à collecter les faits linguistiques du patois local.
Il fut le créateur, promoteur et donateur de la section des Arts et traditions populaires du Musée du Pays de Luchon.
Membre de l’Académie Julien Sacaze à compter de 1939, il en est élu vice-président pour les années 1955 et 1956 puis, le 30 août 1956, Président pour les années 1957 et 1958.
En 1958, il fait partie de la commission qui veille au bon emploi des fonds collectés en vue de la sauvegarde de l’Eglise romane de Benqué-Dessus.
Par legs testamentaire, Louis Saudinos fait don de nombreuses pièces au Musée des Arts et Traditions Populaires du Pays de Luchon et exprime le souhait que Jean Castex soit nommé Conservateur de la Section qu’il avait créée.

## Créateur et donateur du musée du Pays de Luchon
Il n'était pas véhiculé, c'est donc au moyen de l'autobus local qu'il a parcouru pendant des années le Pays de Luchon pour collecter les objets et outils de la vie quotidienne.
Tandis que Théobald Lalanne déroulait son questionnaire linguistique dans les Landes de Gascogne, de village en village – de point d’enquête en point d’enquête – au volant de sa Simca, distribuant cigares et alcool fort pour délier les langues, Louis Saudinos parcourait en autobus le Pays de Luchon, offrant sucreries, cigarettes ou verres de blanc contre les vieux objets devenus inutiles ou hors d’usage – hors d’âge – qu’il collectionnait.

## Reconnaissance anthume et posthume
Mestre d’Obro du Félibrige de l'Escolo deras Pireneos, il fut lauréat du prix du Barron de Lassus pour ses études sur les mœurs et les coutumes traditionnelles et populaires dans les hautes vallées d’Oueil et du Larboust.
« Saudinos, que s’ei tournat hol », disait-on de lui, parce qu’il vidait les greniers pour augmenter la collection du musée de Luchon : une qualification populaire spontanée qui n’est pas sans rappeler celle que reçut en son temps, Félix Arnaudin qualifié de "Pèc" à l’autre extrémité de la même Gascogne, tandis qu’il rémunérait en monnaie le temps qu’il prenait à ses informateurs et informatrices des Landes, sur les heures de labeur domestique ou agropastoral.
Fritz Krüger, dialectologue allemand de l'école des mots et des choses, mentionne abondamment, le travail de Saudinos.
Jean Séguy, dans un article publié en 1956 par la Revue de Comminges, rend hommage aux qualités de la collecte d’éléments linguistiques réalisée par Saudinos et souligne leur nécessité pour l’ethnolinguistique qui bien souvent, n'est que de passage sur son terrain d'enquêtes.
Saudinos a publié plusieurs dizaines d'articles dans la presse locale ainsi que des études de linguistique, dont une étude de toponymie menée sous la direction d'Albert Dauzat et publiée par Jean-Louis Fossat et Dennis Philps, linguistes de l'Université de Toulouse-le-Mirail.

## Éléments de Bibliographie
- Saudinos, Louis. 1939. « Le musée social de Luchon », La Dépêche, 22 août.
- Saudinos, Louis. 1941. « La solidarité paysanne », Echo Pyrénéen, 20 et 27 avril.
- Saudinos, Louis. 1941. « Us et coutumes du Pays de Luchon », Echo Pyrénéen, 8 juin.
- Saudinos, Louis. 1941. « Le quillier pyrénéen », Echo Pyrénéen, 20 juin.
- Saudinos, Louis. 1942. Le procédé artisanal du lavage de la laine. Inédit, présenté à l’Académie Julien Sacaze.
- Saudinos, Louis. 1942. « L’industrie familiale du lin et du chanvre », Annales de la fédération pyrénéenne d’économie montagnarde, tome IX, pp. 100-116.
- Saudinos, Louis. 1943. « Les noms de lieux-dits du canton de Luchon », Echo Pyrénéen, 31 janvier ; et Toulouse : Institut des langues Romanes, rue du Taur, cote 11-293.
- Saudinos, Louis. 1943. Le collier du chien de berger Luchonnais. Inédit, présenté à l’Académie Julien Sacaze.
- Saudinos, Louis et Maugeis de Bourguesdon, Paul. 1943. Vocabulaire luchonnais. Inédit, présenté à l’Académie Julien Sacaze.
- Saudinos, Louis. 1943. « L’exode de la population en Arboust et Oueil », Echo Pyrénéen, 4 décembre.
- Saudinos, Louis. 1948. « Les témoins de la vie paysanne », Revue de Comminges, Volume 61 pp. 17-32 et 76-85. Et Toulouse : Douladoure (Prix Barron de Lassus). Tapuscrit conservé au Musée de Luchon.
- Saudinos, Louis. 1948. « Le livre des idées luchonnaises », Le Petit Commingeois, 1er août.
- Saudinos, Louis. 1949. « L’ours guette et attaque les troupeaux », Le Petit Commingeois, 3 avril et 10 avril.
- Saudinos, Louis. 1950. « Le formariage au Pays de Luchon », Le Petit Commingeois, 22 février.
- Saudinos, Louis. 1950. « Contribution à l’étude sur l’origine de la dénomination Vallée d’Oueil », Le Petit Commingeois, 26 novembre 1950, 1951 (6 pages).
- Saudinos, Louis. 1952. « La légende du Cole de Pierrefite », Le Petit Commingeois, n° 247, 20 juillet.
- Saudinos, Louis. 1953. « L’organisation de l’enseignement primaire au Pays de Luchon de l’an II à 1860 », Le Petit Commingeois, n° 282, 12 avril. [12 avril 1955 in Le dernier compagnon des Arts pyrénéens]
- Saudinos, Louis. 1954. Essai d’un vocabulaire commingeois local, Musée des Arts et Traditions populaires du pays de Luchon. Manuscrit. [ce manuscrit comprend deux pages typographiées : Préface de Jean Séguy, in Revue de Comminges, 1956, Volume 69, pp. 23-24 ; présentation le 8 septembre 1955 à l’Académie Julien Sacaze sous l’intitulé « Glossaire du dialecte de la Vallée d’Oueil » ; référencé par Jean Castex sous le titre « Glossaire du parler de Mayrègne », in Le dernier compagnon des Arts pyrénéens, fascicule imprimé par Le petit Commingeois, 24 pages]
- Saudinos, Louis. 1954. La toponymie du canton de Bagnères-de-Luchon. Suivi de : Fossat, Jean-Louis et Philps, Dennis. Toponymie et dialectrométrie des Pyrénées centrales, C.N.R.S., ERA 352 : Documents pour la recherche sociolinguistique et ethnolinguistique – Série micro-toponymique.
- Saudinos, Louis. 1954. Communication sur « Les écrivains gascons de Larboust et d’Oueil », communication à l’Académie Julien Sacaze.
- Saudinos, Louis. 1960. Essai de monographie de Mayrègne. Ronéotype. Académie Julien Sacaze. 80 pages.
- Saudinos, Louis. SD. Addenda monographie de Mayrègne, Musée des Arts et Traditions populaires du pays de Luchon. Manuscrit.
- Saudinos, Louis. SD. Les sabots Luchonnais. Manuscrit. Musée du Pays de Luchon.